# Sima Yan
Sima Yan (236- 290) segundo Imperador da dinastia Jin (Sima Zhao, seu pai, é considerado o primeiro imperador. Esta honraria foi-lhe concedida, após a sua morte, pelo seu filho). Foi o responsável pela queda de Shu, Wei e Wu, seguindo a mesma filosofia do avô, era um estrategista inigualável. Iniciou uma era de caos que só foi interrompida pela dinastia Ming.
É considerado o último dos grandes estrategistas chineses, depois de Zhou Yu, Zhuge Liang, Sima Yi, Lü Meng, Lu Xun, Sima Zhao e Jiang Wei.